# Pouques-Lormes
Pouques-Lormes és un municipi francès, situat al departament del Nièvre i a la regió de Borgonya - Franc Comtat. L'any 2007 tenia 166 habitants.

## Demografia

### Població
El 2007 la població de fet de Pouques-Lormes era de 166 persones. Hi havia 84 famílies, de les quals 28 eren unipersonals (16 homes vivint sols i 12 dones vivint soles), 32 parelles sense fills, 12 parelles amb fills i 12 famílies monoparentals amb fills.
La població ha evolucionat segons el següent gràfic:
Habitants censats

### Habitatges
El 2007 hi havia 144 habitatges, 85 eren l'habitatge principal de la família i 59 eren segones residències. Tots els 144 habitatges eren cases. Dels 85 habitatges principals, 80 estaven ocupats pels seus propietaris i 5 estaven llogats i ocupats pels llogaters; 8 tenien dues cambres, 29 en tenien tres, 24 en tenien quatre i 24 en tenien cinc o més. 62 habitatges disposaven pel capbaix d'una plaça de pàrquing. A 45 habitatges hi havia un automòbil i a 26 n'hi havia dos o més.

### Piràmide de població
La piràmide de població per edats i sexe el 2009 era:
| Homes | Edats   | Dones |
| ----- | ------- | ----- |
| 0     | 95 o +  | 0     |
| 0     | 90 a 94 | 0     |
| 8     | 85 a 89 | 0     |
| 4     | 80 a 84 | 4     |
| 16    | 75 a 79 | 4     |
| 12    | 70 a 74 | 12    |
| 4     | 65 a 69 | 8     |
| 8     | 60 a 64 | 4     |
| 0     | 55 a 59 | 0     |
| 4     | 50 a 54 | 8     |
| 4     | 45 a 49 | 4     |
| 8     | 40 a 44 | 0     |
| 4     | 35 a 39 | 4     |
| 4     | 30 a 34 | 4     |
| 0     | 25 a 29 | 0     |
| 0     | 20 a 24 | 0     |
| 4     | 15 a 19 | 4     |
| 0     | 10 a 14 | 4     |
| 0     | 5 a 9   | 0     |
| 0     | 0 a 4   | 8     |

## Economia
El 2007 la població en edat de treballar era de 91 persones, 61 eren actives i 30 eren inactives. De les 61 persones actives 54 estaven ocupades (30 homes i 24 dones) i 7 estaven aturades (6 homes i 1dona). De les 30 persones inactives 17 estaven jubilades, 4 estaven estudiant i 9 estaven classificades com a «altres inactius».

### Ingressos
El 2009 a Pouques-Lormes hi havia 70 unitats fiscals que integraven 137 persones, la mediana anual d'ingressos fiscals per persona era de 17.251 €.

### Activitats econòmiques
L'únic establiment que hi havia el 2007 era d'una empresa de serveis.
L'any 2000 a Pouques-Lormes hi havia 7 explotacions agrícoles.

## Poblacions més properes
El següent diagrama mostra les poblacions més properes.